# Tipula (Vestiplex) zayulensis
Tipula (Vestiplex) zayulensis is een tweevleugelige uit de familie langpootmuggen (Tipulidae). De soort komt voor in het Palearctisch gebied.